# Bearah Common
Der Long Cairn von Bearah Common liegt nördlich von Henwood, bei Liskeard in Cornwall in England.
 
Der mit Farn bewachsene durchschnittlich 1,0 m hohe Cairn am östlichen Rand des Bodmin Moor ist etwa 30 Meter lang und an seinem südöstlichen Ende 15 Meter breit. Am schmalen nordwestlichen, bergauf gelegenen Ende, scheint es einige Randsteine zu geben. Am breiteren Ende befinden sich die Reste einer beachtlichen Kammer von der mehrere große, stehende oder umgefallene Steine, etwa 2,0 Meter oder mehr lang erhalten sind.